# Craniale Elektrostimulation

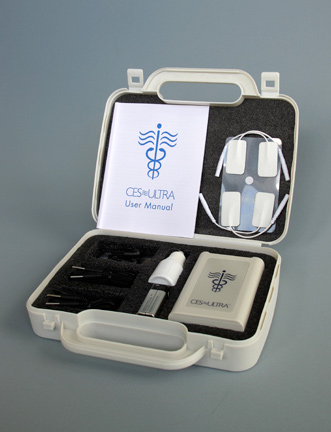
Stimulator mit Kit

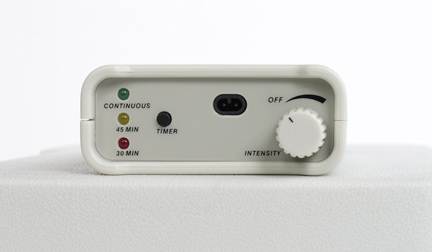
Bedienfeld des Stimulators

Die craniale Elektrostimulation (englisch cranial electro stimulation, CES) – ältere Bezeichnungen sind TCET (trans cranial electro therapy) und NET (neuroelectric therapy) – bezeichnet in der Medizin ein elektromedizinisches Behandlungsverfahren, bei dem über zwei Elektroden über die Kopfhaut oder über die Ohrmuscheln ein geringer elektrischer Wechselstrom zugeführt wird. Die Stromstärken liegen dabei unter einem Milliampere und werden von den Patienten nicht gespürt. Die eingesetzten Spannungen liegen bei wenigen Volt und der Frequenzbereich liegt üblicherweise zwischen 0,5 und 100 Hertz.
Die ersten Versuche auf diesem Gebiet wurden von den Franzosen Leduc und Rouxeau im Jahre 1902 durchgeführt.
Die eigentliche CES entstand jedoch erst in den 1950er Jahren in Russland, und zu Beginn der 1960er Jahre in den USA und ist mit der Entwicklung der EKT (Elektrokrampftherapie) verbunden, die vorher in den 1930er Jahren entstand. Zu dieser Zeit wurde sie versuchsweise zur Schlafeinleitung eingesetzt (Electrosleep-Versuche).
Zurzeit wird die CES-Therapie bei folgenden Erkrankungen eingesetzt:
- zur Raucherentwöhnung
- Alkoholismus – Alkoholentzug
- Opiat-Entzug
- Depression
- chronische Schmerzzustände
- Schlafstörungen
- chronische Angstzustände

Die CES wird in der wissenschaftlichen Medizin eingesetzt, ist jedoch wegen der uneinheitlichen Studienlage nicht unumstritten. Allgemein wird das schlechte Design vieler Studien zum Thema bemängelt. In mehreren placebokontrollierten Studien konnte keine Wirkung belegt werden, so bei der Raucherentwöhnung. Versprechend scheint die Wirkung bei chronischen Schmerzen zu sein.

## Mögliche Wirkmechanismen
Diskutiert wird eine Wirkung der elektrischen Ströme auf das aufsteigende retikuläre Aktivierungssystem, das limbische System und den Hypothalamus. In mehreren Studien konnte eine Beeinflussung des Elektroenzephalogramms (EEG) nachgewiesen werden. Neurotransmitterkonzentrationen scheinen durch die CES beeinflussbar zu sein. Nach 20 Minuten CES-Behandlung wurden für Beta-Endorphin im Plasma um 98 %, in der Gehirn-Rückenmarks-Flüssigkeit
um 219 % und für Serotonin in der Gehirn-Rückenmarks-Flüssigkeit um 200 % erhöhte Werte gemessen.